# Branchiosaurus
Genre
Espèces de rang inférieur
- † B. gracilis Credner, 1881
- † B. pusillus Frič, 1878
- † B. salamandroides Fritsch, 1875
- † B. umbrosus Fritsch, 1879

Branchiosaurus (du grec « Branchios », qui signifie branchies et « Sauros », qui signifie lézard) est un genre de petits amphibiens préhistoriques de petite constitution. Des fossiles ont été découverts dans des strates datant de la fin de l'époque pennsylvanienne à la période du Permien. Les taxons peuvent être invalides ; le matériel faisant peut-être référence à des spécimens juvéniles d'amphibiens plus gros.

## Présentation

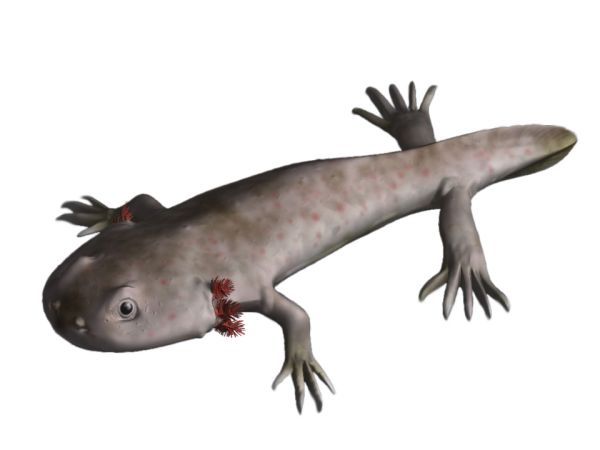
Reconstitution

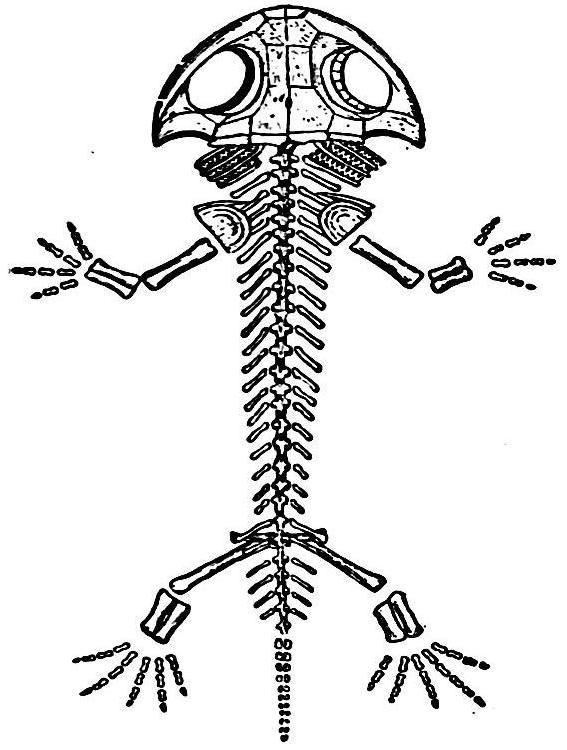
Diagramme squelettique

Ce minuscule amphibien était très similaire aux Rachitomi (en), différant principalement par sa taille. D'autres caractéristiques distinctives comprennent un squelette cartilagineux moins ossifié et un crâne plus court. Des traces claires de branchies sont présentes dans de nombreux échantillons fossilisés, d'où le nom.
On pensait à l'origine qu'il avait des vertèbres distinctes de celles des Rachitomi, il a été placé dans un ordre séparé nommé Phyllospondyli (« vertèbres de feuille »). Une analyse ultérieure des stades de croissance a montré une ossification croissante chez les plus gros spécimens, ce qui a montré qu'au moins certaines des espèces étaient au stade larvaire des Rachitomi beaucoup plus gros comme Eryops, tandis que d'autres représentent des espèces pédomorphes qui ont conservé les branchies larvaires à l'âge adulte.
La distribution est incertaine, bien que les fossiles disponibles proviennent d'Europe centrale, dont les plus célèbres sont les lits du Permien de Niederkirchen autour de Pfalz, en Allemagne.